# 통영향교
통영향교(統營鄕校)는 대한민국 경상남도 통영시 광도면에 있는 향교이다. 1983년 8월 6일 경상남도의 유형문화재 제218호로 지정되었다.

## 개요
향교는 지방에 설립된 국립교육기관으로, 교육과 더불어 성현들에 대한 제사도 같이 행했던 곳이다.
조선 고종 광무 4년(1900)에 진남군이 고성현에서 분리됨에 따라 1901년에 고성향교에서 떨어져 나와 지금의 위치에 세웠다.
공부하는 곳인 명륜당과 동·서재가 앞쪽에 위치하고 제사지내는 곳인 대성전과 동·서무가 뒤쪽에 위치하는 전학후묘의 배치를 보이고 있다. 대성전에는 공자와 그의 제자, 우리나라의 여러 성현들을 모셨다. 그 밖의 건물들은 정문인 풍화루, 사당의 출입문인 내삼문, 제사지낼 때 쓰는 그릇을 보관하는 제기고가 있다.
조선시대에는 국가로부터 토지와 전적·노비 등을 지급 받아 학생들을 가르쳤으나, 갑오개혁(1894) 이후 제사만 지내고 있다.

## 참고 자료
- 통영향교 - 국가유산청 국가유산포털